# Anna Wawrzycka
Anna Wawrzycka (21 de febrero de 1983) es una deportista polaca que compitió en lucha libre. Ganó una medalla de bronce en el Campeonato Europeo de Lucha de 2004, en la categoría de 72 kg.

## Palmarés internacional
| Campeonato Europeo | Campeonato Europeo | Campeonato Europeo | Campeonato Europeo |
| Año                | Lugar              | Medalla            | Categoría          |
| ------------------ | ------------------ | ------------------ | ------------------ |
| 2004               | Haparanda (Suecia) | Medalla de bronce  | 72 kg              |